# Посёлок пожарного депо Старотуймазинского сельсовета
Посёлок пожарного депо Старотуймазинского сельсовета (Пождепо) — упразднённый посёлок Старотуймазинского сельсовета в Туймазинском районе Башкортостана. В 2005 году объединён с посёлком Раевка в деревню Раевка. Сейчас — ул. Пождепо деревни Раевка.

## История
Закон «О внесении изменений в административно-территориальное устройство Республики Башкортостан в связи с образованием, объединением, упразднением и изменением статуса населенных пунктов, переносом административных центров» от 20 июля 2005 года № 211-з гласил:

ст. 2. Объединить следующие населенные пункты с сохранением наименований:

9) в Туймазинском районе:

посёлки Раевка и пожарного депо Старотуймазинского сельсовета, установив объединённому населенному пункту тип поселения — деревня, с сохранением наименования «Раевка».

## Инфраструктура
Пожарное депо.

## Транспорт
Проходит автодорога межмуниципального значения 80 ОП МЗ 80Н-479	«Октябрьский — Туймазы»